# Engelswies
Engelswies ist ein Teilort der Gemeinde Inzigkofen mit 632 Einwohnern (Stand 31. Dezember 2016) im Landkreis Sigmaringen in Baden-Württemberg.

## Geographie

### Geographische Lage
Engelswies liegt rund fünf Kilometer südwestlich von Inzigkofen auf rund 670 m über dem Meeresspiegel. Die Gemarkungsfläche umfasst rund 749 Hektar (Stand: 30. April 2015). Die höchste Erhebung des Ortes ist der „Talsberg“.

### Geologie
Die Sedimentgesteine des Untermiozäns (Karpatium) sind auf Engelswies als verbackene Süßwasserkalke anzutreffen. Sie enthalten Flora und Kleinsäugerfauna. Am „Thalesberge“ liegen die Pflanzen (Cinnamomum polymorphum, C. Rossmaeslerie und Glyptostrubus europaeus) in einer tuffartigen Süsswasserkalk. Gefunden wurden weiterhin Säugetiere der Typen Chalicomys Jaegeri, Anchitherium aurelianense, Doreatherium vindobonense, Paleomeryx Bojani und Paleomeryx Kaupii Myr., Rhinocerus minutus, Rhinocerus incisivus Cuv. und Mastodon augustidens Cuv.

## Geschichte

### Vor- und Frühgeschichte
Die Engelwieser Markung war wohl bereits in vor- und frühgeschichtlicher Zeit Siedlungsraum. So liegt rund 1,5 Kilometer südlich von Vilsingen im Wald „Hackenberg“ ein großer Grabhügel, in dem sich ein Wagen fand. Aus römischer Zeit wurde auf Vilsinger Gemarkung der Straßenkörper einer 3,5 bis 4 Meter breiten Römerstraße nachgewiesen. Sie zog sich über 25 Kilometer von Vilsingen durch Kreenheinstetten und Leibertingen nach Buchheim, Neuhausen ob Eck und Tuttlingen (Kastell Tuttlingen). Von Vilsingen zweigte sie wohl zum einen in Richtung Inzigkofen (Römischer Gutshof Inzigkofen) und Laiz (Donaufurt), zum anderen über Josefslust nach Ennetach (Kastell Ennetach) ab. Vermutlich handelte es sich bei dem Straßensystem um einen Teil der Donausüdstraße.

### Mittelalter
Engelswies gehört zusammen mit Vilsingen zu den am frühesten erwähnten Orten in der Region. Sie wurden erstmals im Frühmittelalter in einer ins Jahr 793 datierten Urkunde im St. Gallener Urkundenbuch notiert. Ein Peratoldus machte eine große Schenkung an das Kloster St. Gallen, unter anderem auch Güter in Kelteswis (verschrieben für Ingelteswis) und Filisininga. Im Jahre 817 wurde Ingolteswis und Filisininga bei der Übertragung des Besitzes von Petto an St. Gallen erwähnt; Engelswies war zu diesem Zeitpunkt Teil der Goldineshuntare unter Graf Hitto bzw. Teil des Scherragaues. Der Ortsname Engelswies ist eine Ableitung aus dem Eigennamen „Ingolt“, also Wiese des Ingolt, aus dem sich Ingolswies, später Ingelschwiß und, wie man heute mundartlich sagt, Engelschwies bildete. Eine kleine Ansiedlung auf dem weiten Wiesengelände beim „Kalten Pronnen“ in unmittelbarer Nähe einer Quelle war der Ursprung des Dorfes. Um das Jahr 1000 wurde die Ansiedlung auf den nahe gelegenen Höhenrücken, heute „Kälberweide“ genannt, ausgedehnt. 1112 wurde inmitten der wenigen Häuser eine kleine Kirche mit dem Muttergottesbild erbaut. Durch Kriege, Brände und Seuchen starb das kleine, zur Herrschaft Gutenstein gehörende Dorf aus, und 1231 war es samt dem Kirchlein völlig zerstört, nur das Bild der schmerzhaften Mutter Gottes konnte gerettet werden. Die Örtlichkeit blieb als Wüstenei verödet liegen und wurde von Gehölz und Sträuchern überwuchert.
Gegen Ende des 13. Jahrhunderts ging es von den Herren von Wildenstein an Habsburg über. Habsburg verpfändete Engelswies 1292, zusammen mit der Herrschaft Gutenstein, an die Herren von Magenbuch, später an die Herren von Ramsberg und 1455 an die Herren von Zimmern. Um 1331 begann eine zaghafte Neubesiedlung auf dem alten, nun gelichteten Platz, und schon 1360 standen wieder 17 verschieden große Höfe um das wieder aufgebaute Kirchlein. Pestartige Seuchen suchten zu jener Zeit die Gegend heim, an denen viele Bewohner starben. Kriegerische Bedrängnisse und Zwangsabgaben ließen die letzten Reste der Bevölkerung abziehen, und 1450 hatte auch das zweite Engelswies aufgehört zu bestehen. Um 1500 stand von dem Dorf auf der „Kälberweide“ kein Haus mehr.
1516 ließ Gottfried Werner von Zimmern zur Förderung der Wallfahrt eine Wallfahrtskirche und das Wirtshaus Adler erbauen. Damit war der Anfang zum Aufbau des neuen Dorfes auf dem heutigen Platz gemacht. Am 21. April 1525 versammelten sich aufständische Bauern im Adler. Dabei kam es zu einem Gefecht zwischen Soldaten des Sigmaringer Grafen Felix von Werdenberg und den Aufständischen, wobei zwei Bauern getötet wurden. Die Einwohnerzahl nahm nun stetig zu, insbesondere wegen des starken Zuzugs von Siedlungsland suchenden Menschen aus dem Allgäu, denen der Herr von Zimmern 1536 Land zur Rodung freigab. 1554 verlor Engelswies an Vilsingen 100 Jauchert Wald- und 300 Jauchert Weidefläche. Innerhalb von 30 Jahren wurden 40 Häuser, Scheunen und Stallungen nicht mit eingerechnet, erbaut. Nach dem Tode des letzten Grafen von Zimmern fiel die Herrschaft Gutenstein mit Engelswies 1594 an Österreich zurück.

### Moderne
Im 17. Jahrhundert ging die Herrschaft Gutenstein an die Grafen Schenk von Castell über. Weil Engelswies, obwohl zur Herrschaft Gutenstein gehörig, im Bereich der Grafschaft Sigmaringen lag, übte der Sigmaringer Graf allezeit die hohe Obrigkeit aus. In den nun folgenden Jahren prosperierte Engelswies. 1626 wurde der Schulunterricht in einem Bauernhaus aufgenommen. Im Jahr 1688 begann man im „Kaiacker“ nach Bohnerz zu graben. Dadurch kamen in manchen Jahren 3000 bis 4000 Gulden in die Gemeinde. 1714 wurde das Benefiziathaus (Pfarrhaus) gebaut. Zwischen 1721 und 1724 wurde eine neue Wallfahrtskirche erbaut; die Einweihung erfolgte am 8. Dezember 1723. Bereits 1727 begann man mit dem Bau der Zehntscheune und im Jahre 1730 wurde die Verenakapelle umgebaut. 1782 erfolgte die Einrichtung einer Schule im Mesnerhaus. Doch erlebte Engelswies bald darauf schreckliche Tage in den Kriegen, die die Französische Revolution (1789 bis 1799) heraufbeschworen hatte. Im Ersten Koalitionskrieg, als sich im Oktober 1796 die Revolutionsarmee auf dem Rückzug befand, zogen Truppen des französischen Generals Jean-Victor Moreau am 6. Oktober auf der Straße von Sigmaringen nach Meßkirch. Einer der Soldaten drang zum Plündern ins Engelswieser Pfarrhaus ein. Dort wurde er in Notwehr vom Bruder des Pfarrers erschossen. Ob Notwehr oder nicht interessierte die Franzosen nicht. Da sie den Bruder des Pfarrers nicht in Gewahrsam nehmen konnten, nahmen sie den Pfarrer und seinen Mesner gefangen. Die beiden Männer wurden von den Soldaten misshandelt und nach Mühlheim an der Donau verschleppt. Sie entgingen ihrer Hinrichtung nur, weil sich der Mühlheimer Baron von Enzberg für ihre Freilassung verwandte und ein Lösegeld aushandelte. Dafür traf es die Engelswieser Zivilbevölkerung umso härter. In der Nacht zum 7. Oktober griffen die Franzosen das Dorf an und steckten zahlreiche Häuser in Brand. Es gelang ihnen allerdings nicht, die Wallfahrtskirche in Brand zu stecken, jedoch das Pfarr- und Schulhaus. Sie verwüsteten aber das Gotteshaus. Außerdem verschleppten sie einige Frauen und Mädchen in die Kirche und vergewaltigten sie dort. Zwei Jahre später wurde das Pfarrhaus wieder aufgebaut und 1829 am Kirchbühl ein Schulhaus gebaut.
Die Castell’schen Besitzungen wurden durch den Reichsdeputationshauptschluss von 1803 mediatisiert. Engelswies kam 1805 unter die Landeshoheit von Württemberg und wurde dem württembergischen Oberamt Tuttlingen zugeschlagen. 1810 trat Württemberg im Grenzvertrag zwischen Württemberg und Baden Engelwies an das Großherzogtum Baden ab, was zur Folge hatte, dass die Gemeinde Teil des badischen Bezirksamts Stetten am kalten Markt wurde. 1813 war die Gemeinde dem Bezirksamt Meßkirch und 1824 dem Bezirksamt Pfullendorf zugeordnet. Engelswies gehörte somit zum badischen Seekreis. Bereits 1816 wurde mit dem Torfstechen in den Riedwiesen „Hirte“ und „Winterried“ begonnen, dieser Zuerwerb wurde bis Anfang des 20. Jahrhunderts betrieben. 1834 kaufte sich Engelswies um 29.500 fl von allen Verpflichtungen gegenüber der Grundherrschaft Gutenstein los und erhielt alle Waldungen und Allmende von der Grundherrschaft als Gemeindeeigentum. 1840 wurde der neue Friedhof auf dem Sandbühl angelegt. Eine Ablösung der Zehntpflicht für 13.000 Gulden erfolgte 1843. 1849 erhielt Engelswies eine eigene Pfarrei, woraufhin zwei Jahre später das Nachbardorf Langenhart eingepfarrt wurde. 1856 erfolgte der Ankauf eines Armenhauses. Engelswies trat 1898 der Heuberg-Wasserversorgung rechts der Donau bei.
In die Jahre 1912 und 1913 fiel der Bau des neuen Schulhauses an der Hauptstraße; 1920/21 wurde Engelswies an das Stromnetz angeschlossen. Über das Amt Pfullendorf kam Engelswies 1936 zum Bezirksamt Stockach. Mit der nach der Währungsreform von 1948 fortschreitenden Mechanisierung und Spezialisierung in der Landwirtschaft und der Ansiedlung von zwei Betrieben in den Jahren 1953 und 1958 wurde aus dem stillen Heubergweiler ein lebhaft pulsierendes Industriedorf. 1964/65 wurde eine Flurbereinigung durchgeführt. Anlässlich der Kreis- und Gebietsreform in Baden-Württemberg wurde Engelswies am 1. Januar 1973 vom aufgelösten Landkreis Stockach in den Landkreis Sigmaringen umgegliedert und schließlich am 1. Januar 1975 nach Inzigkofen eingemeindet. 1993 feierte Engelswies seine 1200-Jahr-Feier.

## Politik

### Ortsvorsteher
Ortsvorsteher von Engelswies ist Karl-Heinz Müller (Stand 2019).

### Wappen
Das Wappen der ehemals selbständigen Gemeinde Engelswies zeigt in Blau auf grünem Boden stehend einen silbernen Engel, eine rote Harfe haltend.

## Kultur und Sehenswürdigkeiten

### Bauwerke

#### Wallfahrtskirche zur Schmerzhaften Muttergottes

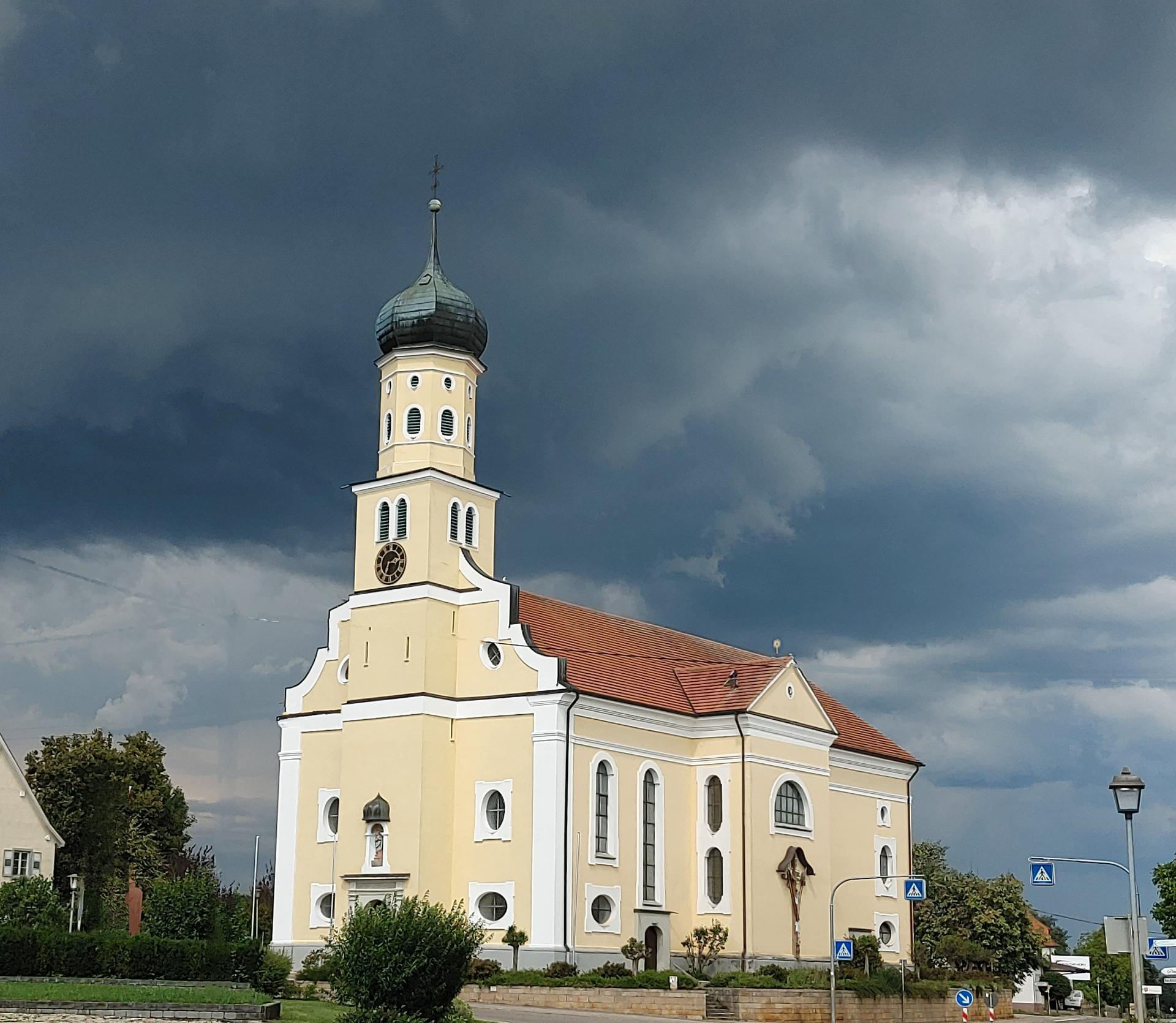
Wallfahrtskirche zur Schmerzhaften Muttergottes

Eine Wallfahrt ist seit 1112 in alten Aufzeichnungen bezeugt. Gottfried Werner von Zimmern ließ 1516 und 1517 eine neue Wallfahrtskirche errichten. Seit dem 14. Jahrhundert besteht eine Wallfahrt zu Ehren der Mater Dolorosa und der Heiligen Verena in dem Meßkirch unmittelbar benachbarten und zur Pfarrei der Meßkircher Martinskirche gehörenden Engelswies. Ihr Bau hat im 18. Jahrhundert einer Barockkirche weichen müssen. Die letzte Innenrenovation der Wallfahrtskirche und eine Aufdeckung der Spiegelbilder an der Orgelempore erfolgte in den Jahren 2001/2002. Die aus dem Jahr 1903 stammende Kirchenorgel musste bereits 1906 repariert werden, weil eine Maus an den Membranen der pneumatischen Steuerung genagt hatte. 1940 scheiterte der Einbau eines neuen Gebläses am Geldmangel. 1951 fielen Teile aus der Kirchendecke auf die kostbare Schwarz-Orgel, woraufhin der badische Ministerpräsident eingeschaltet wurde, bevor die Reparatur für 1715 Mark erfolgen konnte. Die Orgel wurde 1970 von der Firma Gebrüder Späth umgebaut und weist 16 klingende Register auf.

#### St. Verenakapelle

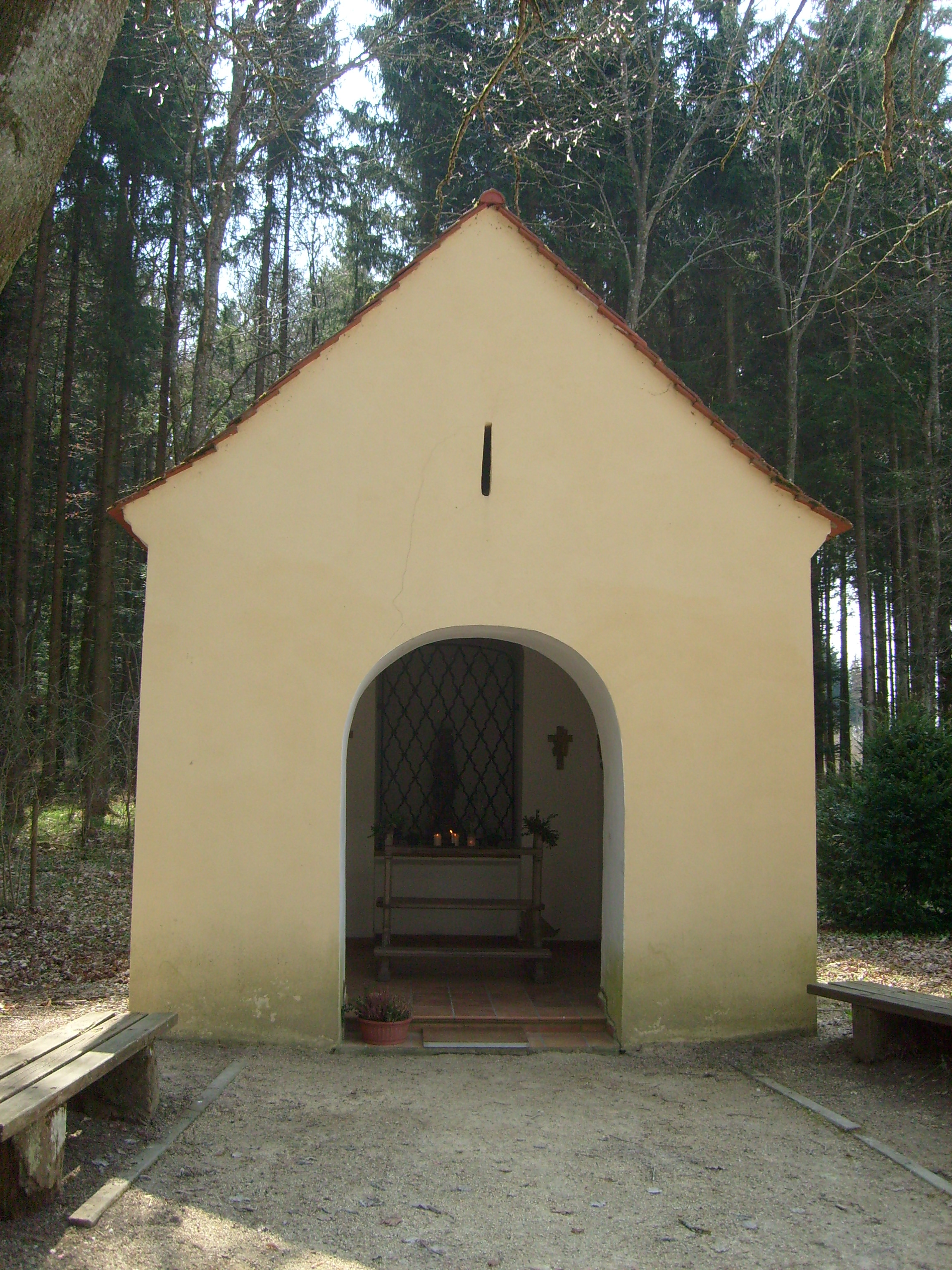
Verenakapelle

Ein Kult wird schon für das 7. Jahrhundert angenommen. Eine Legende besagt, dass wegen lang andauernder Hitze großer Wassermangel herrschte und ein Hirtenknabe glaubte, vor Durst sterben zu müssen. Er wendete sich deshalb an Gott und die Heilige Maria und wurde erhört. Die Jungfrau Maria und die Heilige Verena erschienen ihm. Die Heilige Verena schüttete Wasser aus ihrem Schurz auf die Erde, wo sogleich eine Quelle entsprang. Die Muttergottes berührte das Wasser mit einem Stab und segnete es. Die Quelle habe im Lauf der Jahrhunderte nicht den Durst der Menschen und Tiere gestillt, sondern Kranke, Pesthafte, Elende, Betrübte, Besessene und Aussätzige von ihren üblen Zuständen wunderlich gereinigt und gesund gemacht. Das fromme Volk ließ deshalb in der Nähe des Verenabrunnens, im heutigen Gewann „Kohlhau“, eine Kapelle errichten. Zweimal im Jahr, am Dreifaltigkeitssonntag und am ersten Sonntag im September, zeihen die Gläubigen des Ortes und der Umgebung in Prozession zum „Käppele“, um dort die Brunnenheilige Verena zu verehren. 1730 hat die Kapelle durch gründlichen Umbau ihre heutige Form erhalten. In den Jahren 1993 und 1994 wurde die Verenakapelle renoviert.

### Bodendenkmale
Auf dem Talsberg, südlich von Engelswies, befindet sich die Fundstelle eines 17 Millionen Jahre alten Menschenaffenzahns. Der am 24. Juni 1973 gefundene, fossile Backenzahn gehörte damit dem ältesten bisher gefundenen eurasischen Hominoiden.

### Vereine
- Die Engelswieser Narrenzunft Köhlermaale wurde 1994 gegründet.

### Regelmäßige Veranstaltungen
- Ein wichtiger Teil der Dorftradition ist die schwäbisch-alemannische Fasnet. Der örtliche Narrenverein hat den Necknamen Hoka in ihre Narrenfigur und in ihren Narrenruf aufgenommen. Seither heißt es dort „Hoka zia“. Die Engelswieser Köhler sollen früher das Holz aus den gutensteinischen Wäldern mittels langer Haken über die Grenze gezogen haben, ohne dabei die Gemarkungsgrenze übertreten zu müssen.[26]
- In Engelwies wird seit 1991 alljährlich am Funkensonntag durch die Freiwillige Feuerwehr auf dem Talsberg der Brauch des Funkenfeuers abgehalten.[27]

## Tochter der Ortschaft
- Anna Maria Sterck (1668–1679), wurde im Alter von 11 Jahren in Sigmaringen als Hexe hingerichtet